# Посольство Туниса в России
Посольство Тунисской Республики в Российской Федерации (араб. سفارة تونس في روسيا‎) — дипломатическая миссия Туниса в России, расположена в Москве в Пресненском районе на углу Малой Никитской улицы и Вспольного переулка. 
- Посол Тунисской Республики в Российской Федерации — Тарак Бен Салем (с 2019 года)
- Адрес посольства: 121069, Москва, Малая Никитская улица, 28/1.
- Индекс автомобильных дипломатических номеров посольства — 065.

## Дипломатические отношения

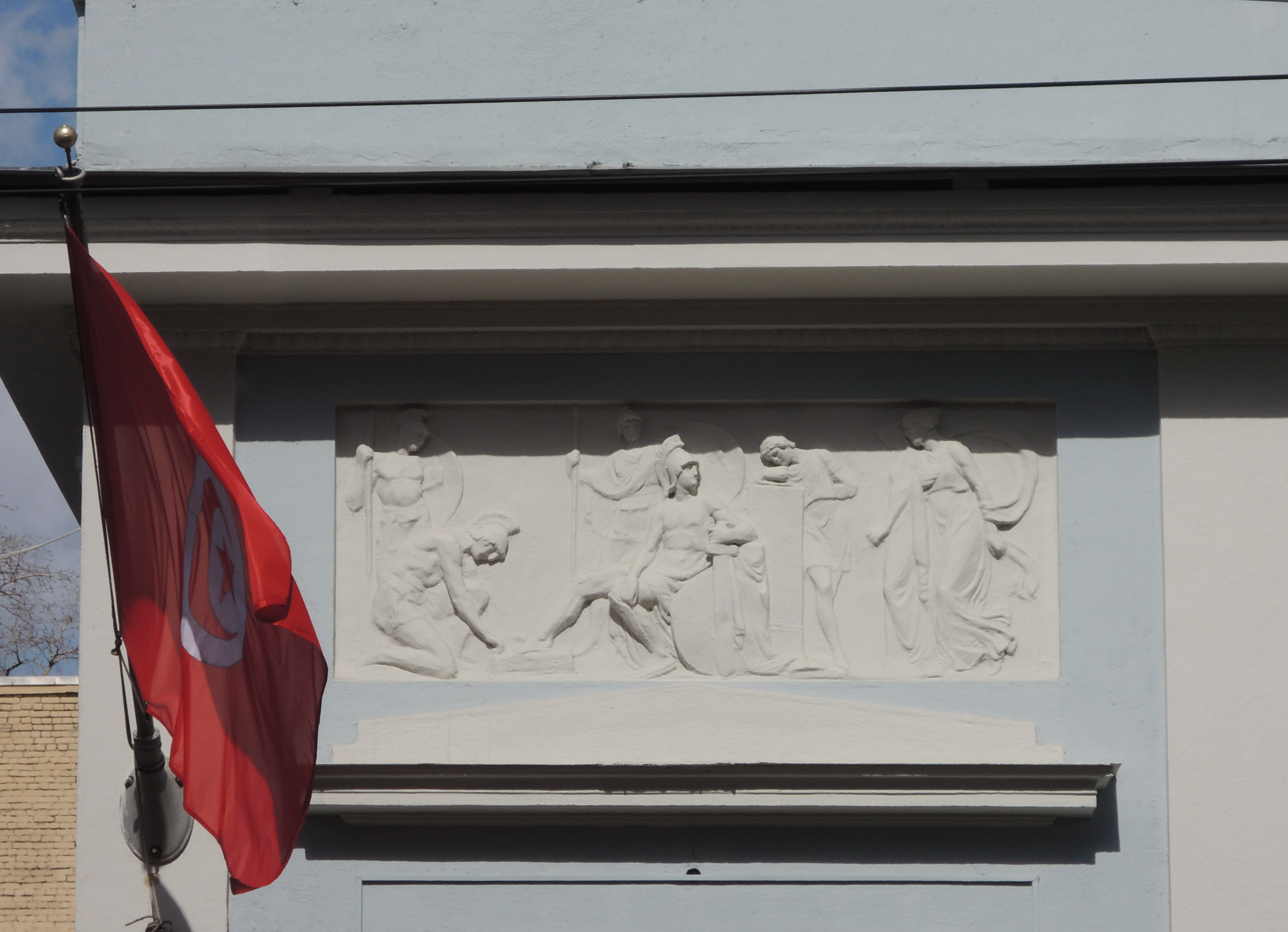
Ампирный рельеф со сценой из античной мифологии на фасаде особняка

Дипломатические отношения между СССР и Тунисом установлены 11 июля 1956 года. 25 декабря 1991 года Тунис заявил о признании Российской Федерации в качестве правопреемника бывшего СССР .

## Здание посольства
Здание на углу Малой Никитской улицы и Вспольного переулка построено в 1884 году для городского головы С. А. Тарасова (архитектор В. Н. Карнеев), затем принадлежал семье Бакакиных-Миндовских, в 1909—1913 годах по заказу А. И. Бакакина архитектором А. Э. Эрихсоном пристроен двухэтажный объем с квартирами для сдачи внаём. В особняке жил Л. П. Берия. Ныне здесь посольство Туниса.

## Послы Туниса в России
- Мулди Кефи (1996—199?)
- Халифа Эль-Хафди (199?— 2002)
- Мухаммед Беллажи (2002—2007)
- Хмаис Жинауи (фр. Khemaies Jhinaoui) (апрель 2008[2] — 2011)
- Али Гутали (фр. Ali Goutali) (январь 2012 — январь 2017)[3]
- Мухаммед Али Шихи (фр. Mohamed Ali Chihi), (февраль 2017 — 2019)[4]
- Тарак Бен Салем (2019 — н. в.)